# Stela Teodorescu
Stela (Steluța) Teodorescu (n. 9 iulie 1926, Moinești, județul Bacău – d. 9 mai 2008, Iași) a fost psiholog, profesor universitar, prorector al Universității „Alexandru Ioan Cuza” din Iași în intervalul 1976-1981.

## Biografie și activitate
A făcut școala primară în orașul natal, iar cursurile gimnaziale și liceale la Școala Normală de Fete din Bacău (1938-1946). A absolvit în 1950, cu calificativul „excepțional” și diplomă de merit, cursurile Facultății de Pedagogie-Psihologie de la Universitatea „Alexandru Ioan Cuza”. Rămâne în facultate ca asistent la catedra de Psihologie-Pedagogie. A obținut doctoratul în psihologie (1968) cu teza Concepția psihologică a lui  Pierre Janet despre om, sub coordonarea academicianului Vasile Pavelcu. A fost lector (1958), conferențiar (1969), iar în 1972 a devenit prima femeie profesor în domeniul psihologiei al Universității din Iași. S-a retras din activitatea în 1986. Ca o încununare a întregii sale activități, în mai 2001 i s-a conferit titlul de profesor emeritus al Universității "Petre Andrei" din Iași . Științific, este autorul a trei cărți, coautor la alte cinci, are peste douăzeci de capitole/studii în volume colective și peste patruzeci de articole în reviste de specialitate. Două dintre articolele sale din Revista de Psihologie (București 1966, 1973) sunt indexate APA/ PsycINFO, fapt rarisim în epocă pentru domeniul socio-uman.

## Scrieri

#### Autor
1. Psihologia conduitei, Ed. Științifică, 1972.
2. În lumea copilului, Ed. Didactică și Pedagogică, 1976.
3. Psihoantropogeneza. Concepția psihologică a lui Pierre Janet despre om, Ed. A92, 1997.

#### Coautor
1. Metode pentru cunoașterea personalității – cu privire specială la elevi (coord. A. Cosmovici), Ed.Didactică și Pedagogica, 1972
2. Adolescență și adaptare, (coord. P. Brânzei), 1974.
3. Probleme fundamentale ale psihologiei, (coord. B. Zorgo), Ed. Academiei, 1980.
4. Psihologia educației și dezvoltării, (coord. I. Radu), Ed. Academiei, 1983.
5. Dicționar enciclopedic de psihologie, (coord. U. Șchiopu), Ed.Babel, 1997.